# Meero
Meero est une start-up française fondée en 2014 qui développe une offre logicielle de création et d’amélioration du contenu visuel basée sur l’intelligence artificielle. Elle était historiquement une place de marché spécialisée dans la sous-traitance photographique. Ce premier mode de fonctionnement a été critiqué en raison de l'ubérisation du métier de photographe qu'il induisait.

## La place de marché de photographes (2014-2022)

### Historique
Créée en 2014, par Thomas Rebaud et Guillaume Lestrade, Meero proposait à l'origine une plateforme de mise en relation entre photographes et entreprises. Elle développait également une suite d'outils (comptabilité, CRM, marketing) destinés aux photographes ainsi qu'un ensemble de services pour cette même population, notamment via une fondation. La société revendique alors une activité dans une centaine de pays et 58 000 photographes inscrits.
En juin 2019, la start-up réalise une levée de fonds de 205 millions d'euros, soit une levée de fonds record de la French Tech, selon Les Échos, afin de décupler les services et investir massivement dans la construction d'une communauté de photographes. Meero planifiait un effectif de plus de 1000 personnes à la fin 2020 dans ses cinq bureaux.
À la suite de la crise du Covid, l'entreprise voit son modèle d'affaires s'effondrer et elle procède à plusieurs vagues de licenciements. Fin 2022, les effectifs ont diminué de moitié. À partir du 11 février 2023, il n'est plus possible de réserver des prises de vues, ce qui confirme la fin de l'activité de place de marché de photographes de Meero.

### Positionnement sur le marché
À la suite de sa levée de fonds de 2019, l'entreprise a été qualifiée de licorne par de nombreux médias français et internationaux. Meero a également fait partie du Next40 en 2020, 2021 et 2022. La robustesse de son modèle économique a toutefois été jugé floue, aussi bien lors de son démarrage qu'après sa seconde levée de fonds. L'entreprise sort du Next40 en 2023.
La société revendique une postproduction informatisée, et un service de retouche automatique piloté par une technologie d'intelligence artificielle développée en interne, ce qui fait réagir la profession, attachée au regard spécifique de chaque photographe : « Ils vendent une solution visuelle uniforme ».

### Critique du mode de fonctionnement
Meero est qualifiée par certains professionnels d'« Uber de la photo » en raison des tarifs bas pratiqués par cette société auprès des photographes non salariés qu'elle emploie comme prestataires,,,. Cette expression, « Uber de la photo », est utilisée également par son président, Thomas Rebaud, dans une interview au journal Les Échos.
Les responsables de la société sont accueillis par les photographes au festival Visa pour l'image à Perpignan en septembre 2019, avec, selon le journal Le Monde, des qualificatifs peu flatteurs à leur encontre.
Outre les tarifs trop bas pratiqués, plusieurs photographes et avocats dénoncent une clause des contrats de la société, qui impose aux photographes de renoncer à leurs droits d'auteur, y compris à leur droit moral, et les empêche de revendiquer d'être auteurs de ces photos. Cette clause est jugée illégale par une avocate. Le dirigeant de l'époque s'en explique en argumentant que les travaux commandés correspondent à un cahier des charges très strict, et ne peuvent selon lui être considérés comme une œuvre de l'esprit : « Ce n’est pas vraiment de l’art. La propriété intellectuelle est donc un peu moins présente ». Cette interprétation des textes légaux fait vivement réagir le syndicat des auteurs des arts visuels et de l'image fixe (SAIF) qui lui demande de se mettre en conformité avec le code de la propriété intellectuelle.

## L'offre logicielle IA (2022-)
Fin 2022, le CEO et cofondateur Thomas Rebaud est remplacé par Gaétan Rougevin-Baville qui devient président et CEO de l'entreprise. L'entreprise arrête alors complètement son activité de place de marché de photographes et se consacre au développement de solutions logicielles de création et d’amélioration du contenu visuel basée sur l’intelligence artificielle.
Pour réaliser ce pivot, elle achète Autoretouch, une entreprise logicielle allemande dans le domaine de la mode, et Carcutter, une entreprise logicielle autrichienne dans le domaine de l'automobile.

## Distinctions
Thomas Rebaud a reçu le prix EY de la start-up 2019 pour la région Île-de-France et le prix national de l'Entrepreneur 2019 dans la catégorie start-up.